# Stictoleptura cordigera
Stictoleptura cordigera là một loài bọ cánh cứng trong họ Cerambycidae.

## Hình ảnh

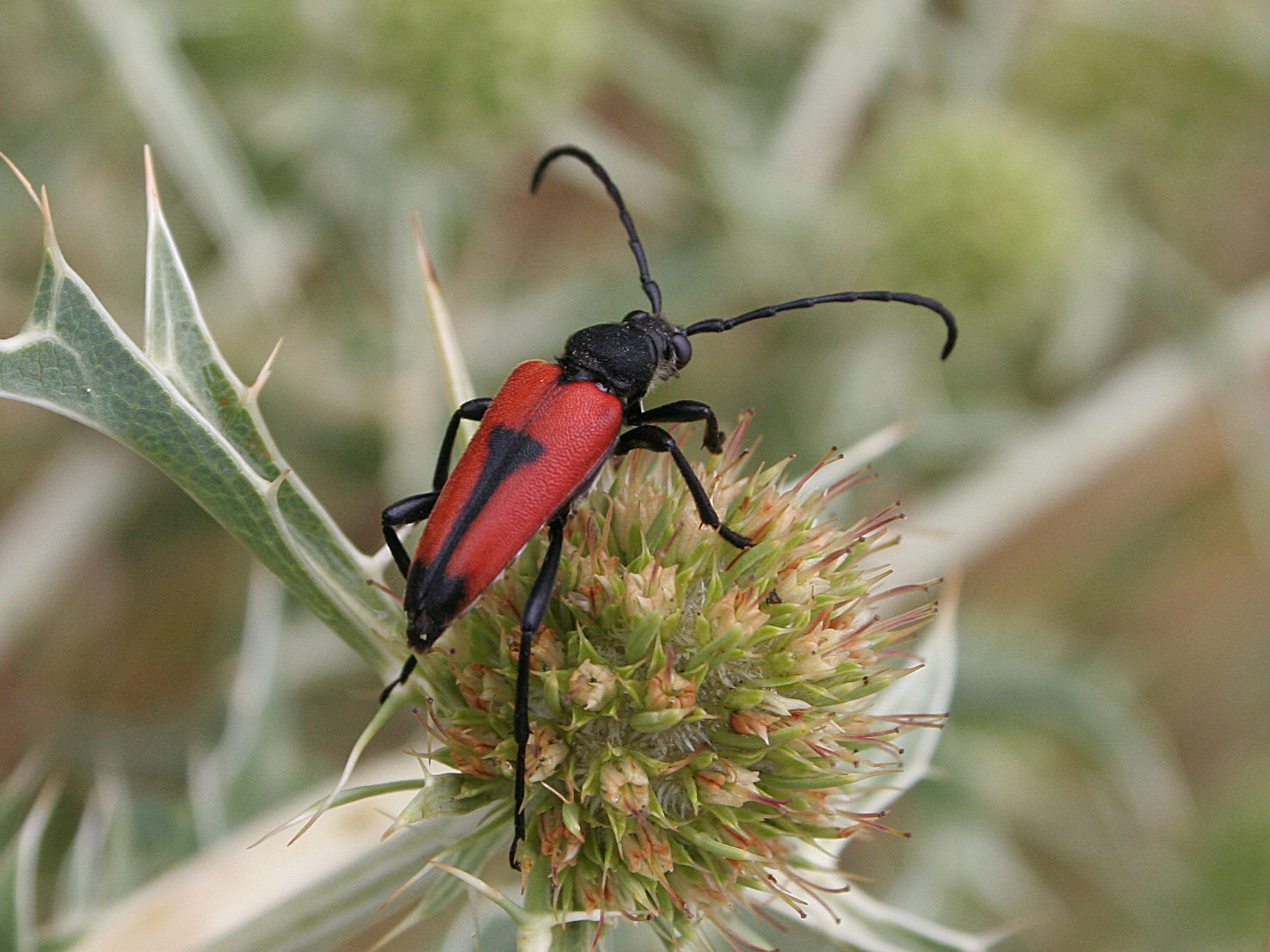
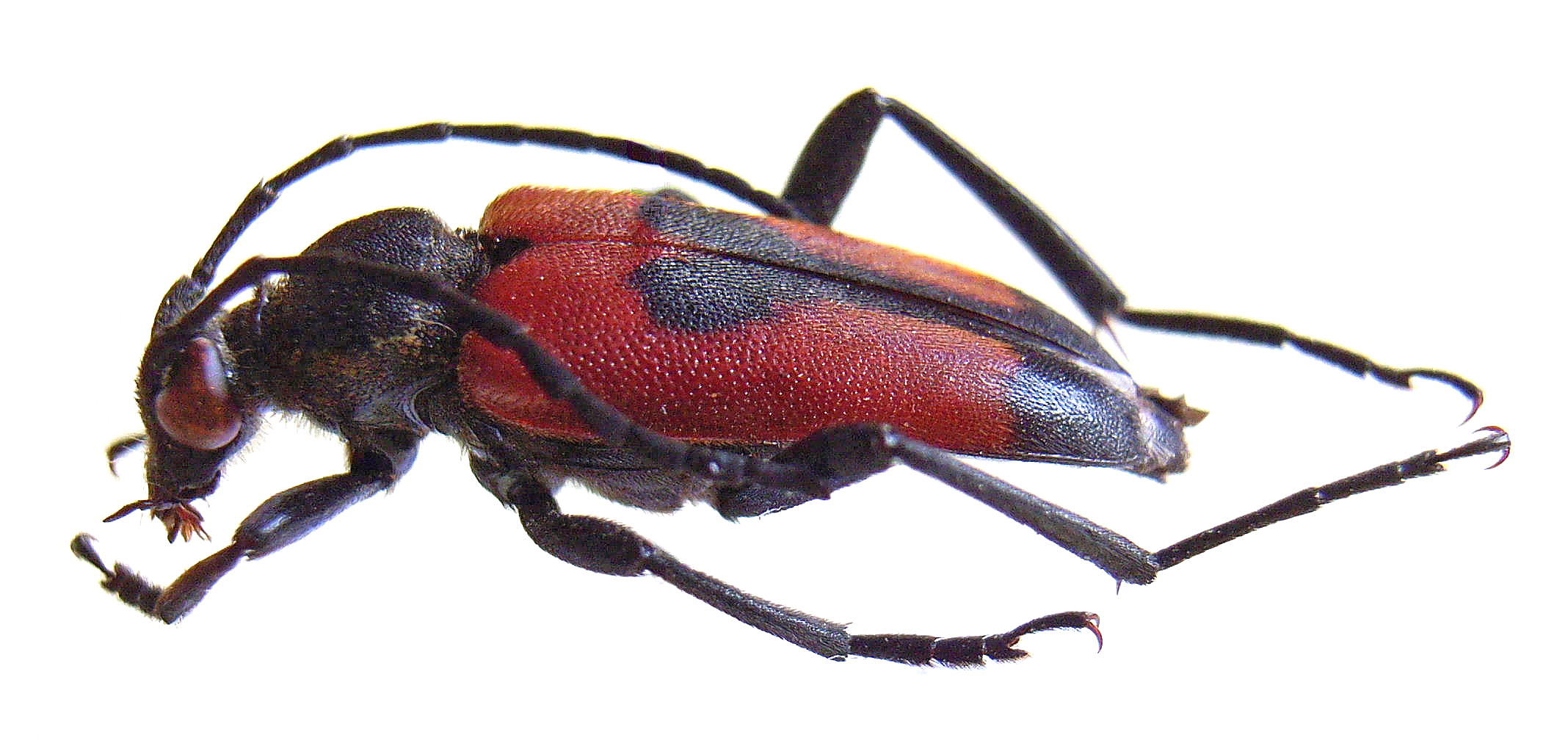